# Camponotus versicolor
Camponotus versicolor är en myrart som beskrevs av Clark 1930. Camponotus versicolor ingår i släktet hästmyror, och familjen myror. Inga underarter finns listade.